# پتی ولی
پتی ولی (به انگلیسی: Petit Valley) شهرکی در کشور ترینیداد و توباگو، استان دیگو مارتین است که جمعیت آن در سرشماری سال ۲۰۰۵ میلادی ۸٫۶۲۱ نفر بوده‌است.